# Maison de Balthazar Gérard
La maison dite de Balthazar Gérard est une maison du XVe siècle située à Vuillafans, dans le Doubs, en France.

## Histoire
Construite au XVe siècle, elle est inscrite au titre des monuments historiques une première fois pour son portail en 1926 et en totalité en 2014 et est la propriété d'une personne privée.

## Architecture
Diverses sculptures ornent la maison avec, entre autres, une représentation de Saint Lazare et une tête humaine à grandes oreilles ornée de grappes de raisin.